# 江油市盘江大桥
江油市盘江大桥是四川省绵阳市江油市青莲镇跨越盘江的一座桥梁，俗称老青莲大桥。该桥于1967年12月开建，1969年8月建成，建成时称“反修”桥，耗资85.93万元。桥长212.32米，宽7米，为空腹式混凝土双曲拱桥，采用连续多跨设计，共计6孔。桥面基本可以满足双向二车道通行需求，初始荷载水平为“汽-13”。该桥在青莲大桥建成后不再用作车辆通行桥梁。2011年，该桥作为汶川地震重建项目之一开始维修加固并在2013年7月4日作为四川S205线绵阳至江油段临时通道，荷载水平“汽-10”。2013年7月9日，盘江大桥垮塌导致6辆车辆坠河，5人遇难7人失踪。事故发生后，盘江大桥结构完全垮塌并在后续的建设中被彻底拆除。

## 事故
2013年7月9日11点28分，高含沙量洪水冲击盘江大桥桥墩，导致桥墩基础脱空。三号桥墩因基础掏空而发生倾斜，随即桥梁第3、4跨桥孔因变形过大垮塌，引起其他桥孔连续垮塌，仅剩下靠近江油方向的一孔。当天下午15时，最后一孔桥梁结构也在水流冲击下垮塌。事故共造成6辆车辆坠河，5人遇难，7人失踪。而目击者报告与官方统计数据存在有较大出入，按照目击者描述坠河车辆不少于10辆，甚至有目击者称有客运班车和公交车坠河，但事后官方均对此类消息予以否认。2013年12月9日，事故被定性为责任事故。